# Wapen van Singapore

Het wapen van Singapore

Het wapen van Singapore toont links een Perzische leeuw en rechts een Maleise tijger die samen een rood wapenschild vasthouden waarop vijf witte sterren en een halve maan staan afgebeeld. De sterren vormen een vijfhoek en deze vertegenwoordigen verschillende idealen. Onder dit tafereel is een blauw lint geplaatst met daarop Majulah Singapura, de titel van het Singaporese volkslied. In sommige versies zijn ook twee rijstplanten te zien.
Het wapen werd in 1959 in gebruik genomen, tegelijk met de onafhankelijkheid van het land.